# František Dus
František Dus byl český stavitel a architekt, který působil v 1. polovině 20. století v Hradci Králové.

## Život a dílo
V letech 1932–33 byl František Dus architektem a zároveň stavitelem budovy agrární záložny v ulici Československé armády v Hradci Králové. V roce 1934 působil v Městské technické kanceláři Hradce Králové, kde inicioval projekt ve spolupráci s Elektrickými podniky města doplnit fontánu před Kotěrovou budovou Muzea východních Čech systémem, který by kaskády nasvěcoval. Zařízení bylo na fontáně krátce nainstalováno, ale na podnět ředitele Městské technické kanceláře a za podpory městské rady odstraněno.

## Galerie

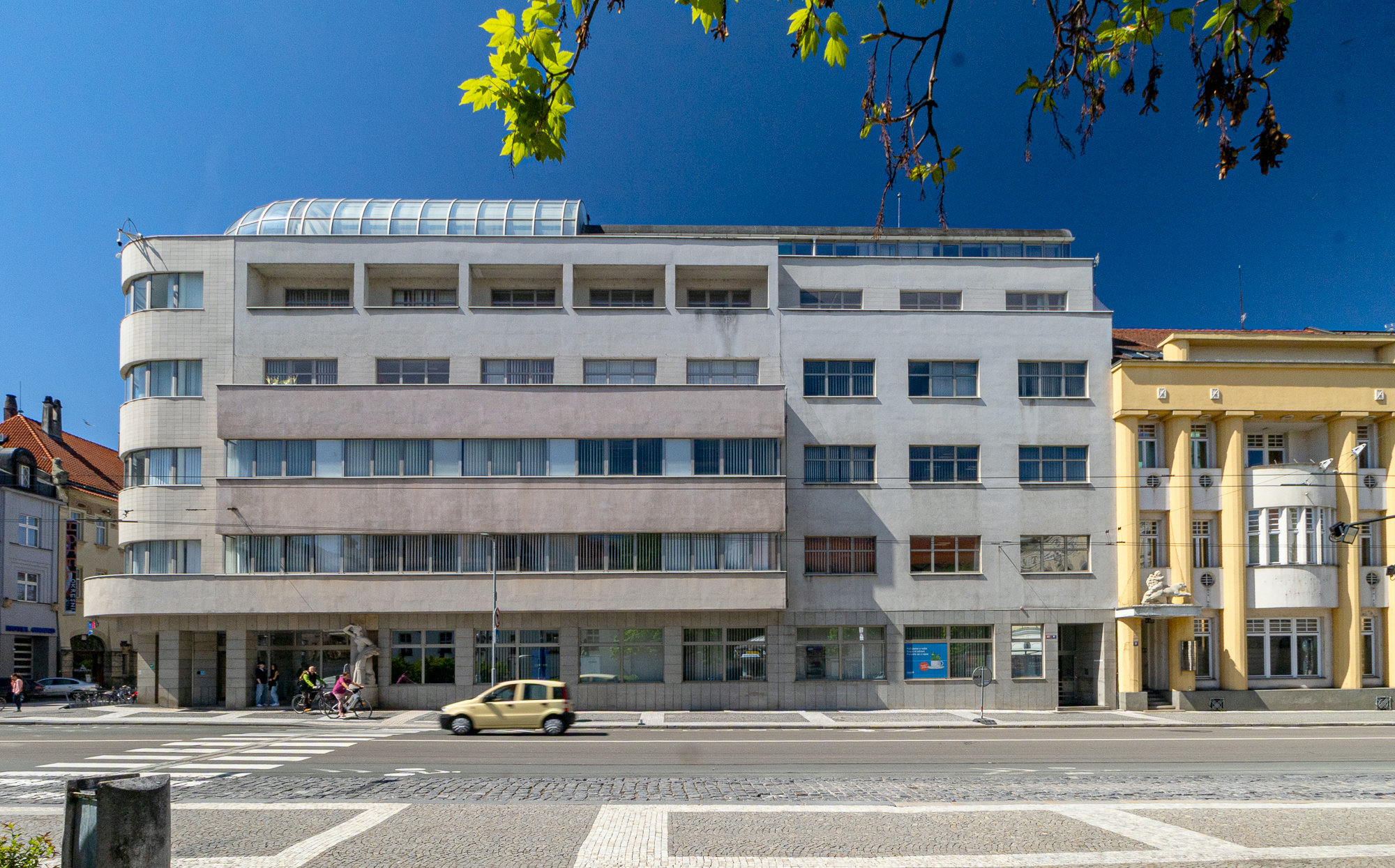
Budova agrární záložny v Hradci Králové
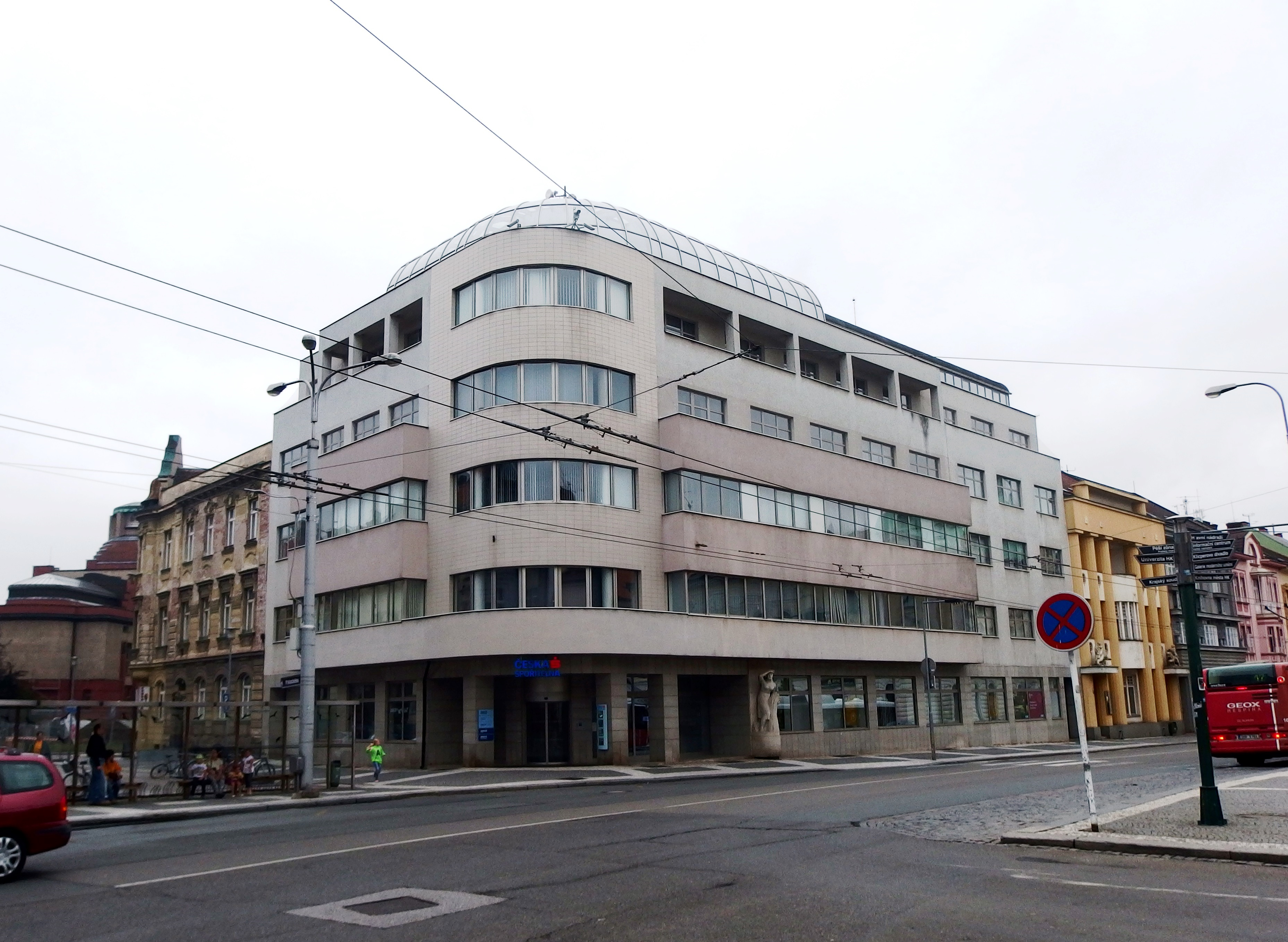
Budova agrární záložny v Hradci Králové
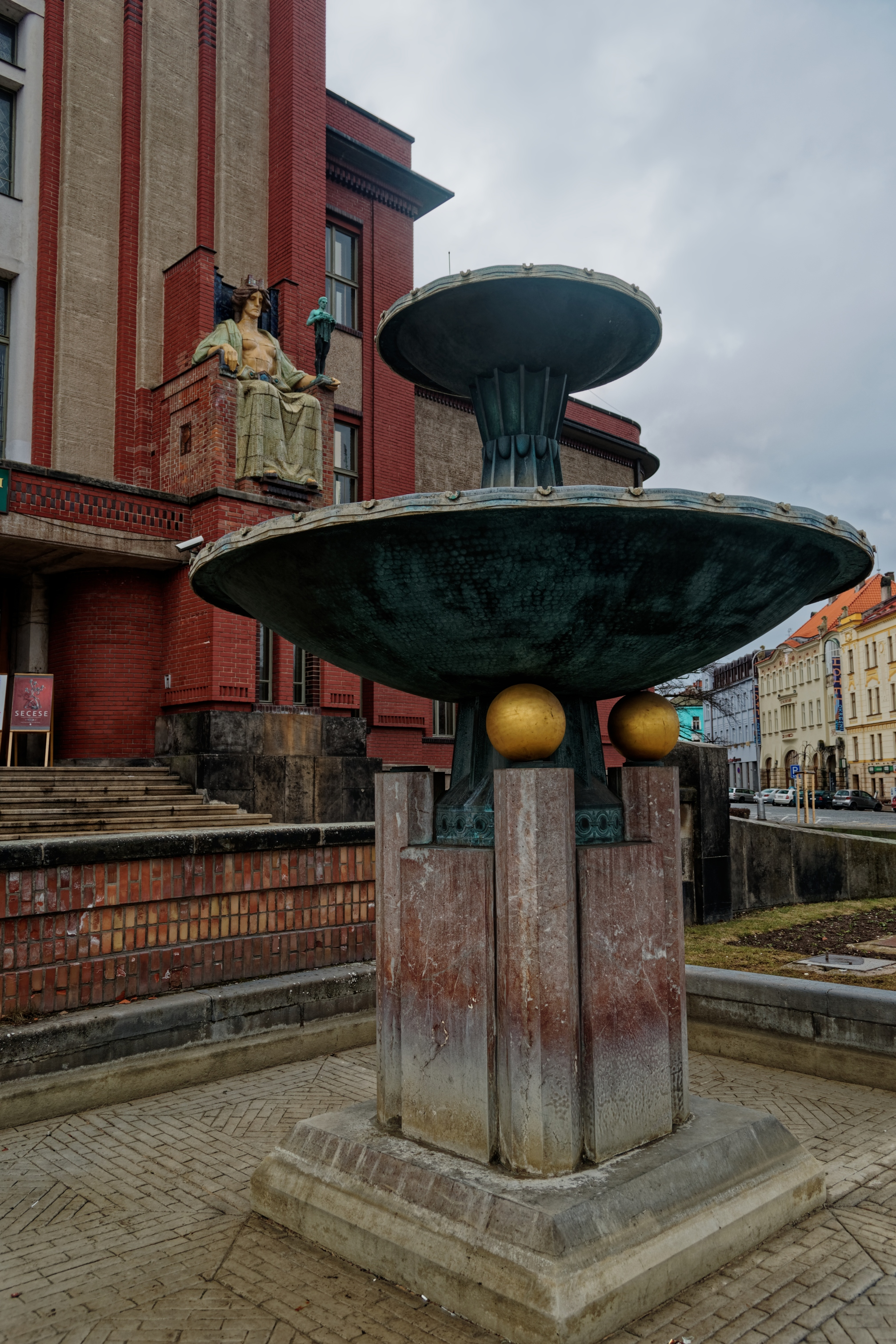
Fontána před Muzeem východních Čech